# Easy game
「easy game」（イージー・ゲーム）は、the★tambourinesの1枚目のシングル。

## 内容
- 表題曲のリミックスを2曲入れている。後に、大野愛果がアルバム『Secret Garden』にて、セルフカバーした（こちらは小澤正澄と共同編曲）。
- 2008年に「GIZA studio 10th Anniversary Masterpiece BLEND 〜FUN Side〜」を、2011年に「GIZA studio presents -Girls-」をそれぞれ収録。
- 亀井俊和は「バンドの代表曲だと思います。当楽曲はライブで必ずやります」と、麻井寛史は「ライブの感想で当楽曲が聞けて良かったというコメントを客から頂けたりすると当バンドを象徴する曲だと実感する」とコメントしている[1]。

## 収録曲
1. easy game
作詞：松永安未　作曲：大野愛果　編曲：古井弘人
2. yesterday is over
作詞・作曲：松永安未　編曲：古井弘人
3. easy game -ease your mind mix-
4. easy game -hyper edit ver. o-
5. easy game -instrumental-

## レコーディング参加
- 大賀好修（nothin' but love・OOM・Sensation） - ギター
- ふるかわ魔法（4D-JAM） - コーラス

## 楽曲の収録アルバム
- my back pages（#1）
- GIZA studio Masterpiece BLEND 2001（#1）
- GIZA studio 10th Anniversary Masterpiece BLEND 〜FUN Side〜（#1）
- my back tracks（#1）
- GIZA studio presents -Girls-（#1）